# Microrregión de Goiânia
La microrregión de Goiânia es una de las  microrregiones del estado brasileño de Goiás perteneciente a la Mesorregión del Centro Goiano. Su población fue estimada en 2006 por el IBGE en 2.006.598 habitantes y está dividida en 17 municipios. Posee un área total de 6.824,791 km². Siendo el municipio más poblado Goiânia.

## Municipios
- Abadia de Goiás
- Aparecida de Goiânia
- Aragoiânia
- Bela Vista de Goiás
- Bonfinópolis
- Caldazinha
- Goianápolis
- Goiânia
- Goianira
- Guapó
- Hidrolândia
- Leopoldo de Bulhões
- Nerópolis
- Santo Antônio de Goiás
- Senador Canedo
- Terezópolis de Goiás
- Trindade

- Datos: Q1319835